# Idrissa Camara (danseur)
Pour les articles homonymes, voir Idrissa Camara et Camara.

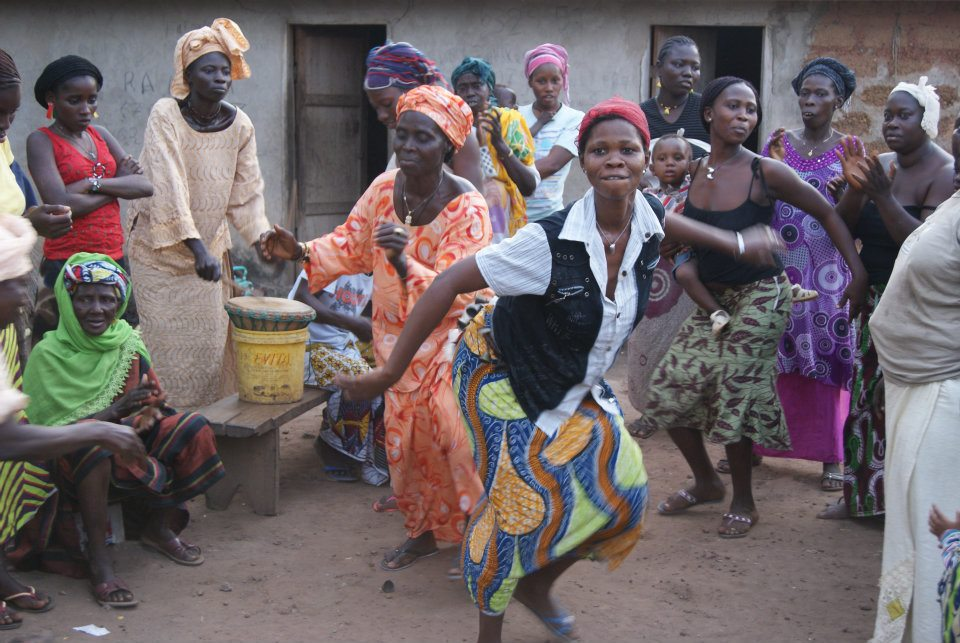
Fare-Ta, un film d'Idrissa Camara, remporte le prix du meilleur court métrage documentaire au Festival du film africain de Silicon Valley 2014

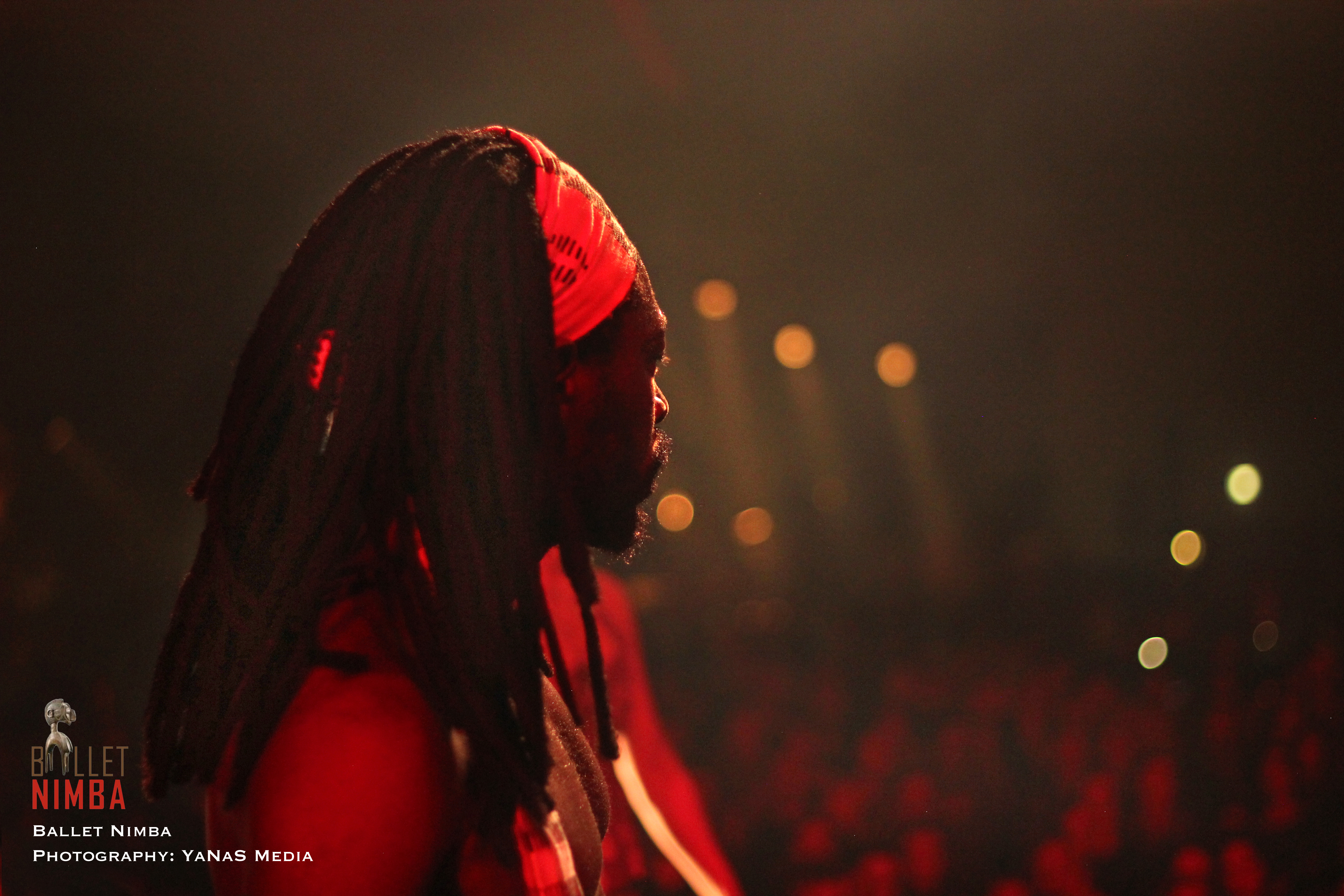
Idrissa Camara, directeur artistique du Ballet Nimba regarde la foule au Festival Complet Mandeng 2013 en France

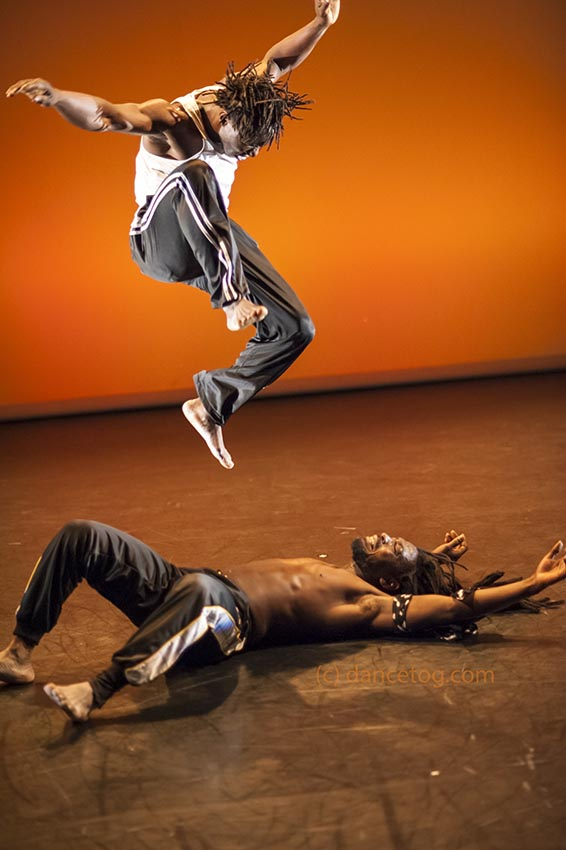
Sagatala s'intéresse à l'identité masculine dominante socialement construite, juxtaposée à la vulnérabilité de l'individu. Dansé et chorégraphié par Idrissa Camara et Oumar Almamy Camara

Idrissa Camara est un danseur et chorégraphe originaire de la république de Guinée en Afrique de l'Ouest. Il a élu domicile au Royaume-Uni et est fondateur et directeur du Ballet Nimba, une compagnie de danse africaine qu'il a fondée en 2010.
Idrissa est également un artiste d'enregistrement musical ayant produit un album Sogay avec les musiciens de sa compagnie et plus récemment, il s'est tourné vers la réalisation de films en produisant le court documentaire Fare Ta.
Le Ballet Nimba présente la danse et la musique traditionnelles et contemporaines d'Afrique de l'Ouest, avec une forte présence dans le secteur de la danse noire. Idrissa Camara a été désignée comme l'une des 10 personnes les plus susceptibles de se rencontrer lors du Decibel Performing Arts Showcase 2010, le plus grand événement biannuel de l'Arts Council England promouvant la diversité et l'égalité dans les arts. En 2013, Idrissa Camara a reçu une bourse Trailblazer de l’Association de danse de la diaspora Africaine. Cette bourses de 2013-2014 lui ont été décernées « en reconnaissance de l'étincelle créative, de l'ambition et du potentiel de leadership ».
En 2012, Ballet Nimba est devenu artiste d'enregistrement avec son premier album « Saiyama » et s'est produit sur la scène mondiale, en tête d'affiche de festivals au Royaume-Uni et en Europe. Leur album est sorti numériquement en 2013. On leur a demandé de participer au programme Trac Cymru pour le développement international en 2013 et ont ensuite réussi à être sélectionnés pour la tournée WOMEX Legacy en octobre 2013.
En 2014, le Ballet Nimba produit son premier film, un film documentaire d'Idrissa Camara. Il a été projeté pour la première fois au Chapter Arts Centre de Cardiff lors du Wales Dance Platform Event. Il a eu sa première nord-américaine au Silicon Valley African Film Festival (en) où il a remporté le prix du meilleur court métrage documentaire.

## Performances
Les Ballet Nimba sont des ambassadeurs de l’art et de la culture ouest-africaine au Royaume-Uni. Les artistes viennent de plusieurs pays d'Afrique de l'Ouest et se sont produits dans tout le Royaume-Uni dans des festivals, des centres d'art et des lieux de tournée ruraux, notamment au Southbank Centre de Londres et aux festivals britanniques de WOMAD. Leurs spectacles intègrent des danses acrobatiques, des musiciens traditionnels et du théâtre. Les productions sont basées sur la mythologie traditionnelle mais interprétées par de jeunes artistes contemporains avec une bande sonore originale.

## Productions
- Masque spirituel 2010
- Saiyama et Payapaya 2011
- BagaTai (Terre des Baga) 2012
- Kobaya 2013 - une pièce commandée par MYDC pour les jeunes
- Sagatala (Man) 2014 - un regard sur la masculinité d'un point de vue guinéen
- Fare-Ta (Terre de Danse) - un court métrage documentaire d'Idrissa Camara
- Ntokee (La façon dont tu me vois) 2014-15

## Discographie
- Sogay (Lever du soleil en Soussou) 2012